# بیمبو (جمهوری آفریقای مرکزی)
بیمبو (به لاتین: Bimbo) یک منطقهٔ مسکونی در جمهوری آفریقای مرکزی است که در اومبلامپوکو واقع شده‌است. بیمبو ۲۶۷٬۸۵۹ نفر جمعیت دارد و ۳۳۸ متر بالاتر از سطح دریا واقع شده‌است.

## خواهرخوانده
شهر بگل خواهرخواندهٔ بیمبو (جمهوری آفریقای مرکزی) هست.